# Наомі Кемпбелл
Нао́мі Ке́мпбелл (англ. Naomi Campbell; нар. 22 травня 1970, Лондон) — британська супермодель, акторка, модельєрка та філантропка. За вихід на подіум Кемпбелл отримує від $100 тис.

## Біографія
Народилася в передмісті Лондона, Стретгем. Мати, Валері Кемпбелл, працювала балериною, походила з африкано-ямайської родини. Ім'я батька невідоме, оскільки через 2 місяці після народження Наомі він залишив сім'ю і більше не з'являвся. З боку батька Кемпбелл також має китайські корені: її дід походив з Китаю і мав прізвище Мінг. Дитинство Наомі провела разом з бабусею, оскільки мати багато подорожувала з трупою свого театру. 
Ще у 7 років почала виступати в епізодичних ролях у музичних кліпах. У 10 років Наомі вступила у престижну балетну школу у Лондоні.

## Кар'єра
Коли Наомі було 15 років, її випадково помітив один з керівників модельного агентства і запросив на зйомки. Вона почала працювати моделлю, почала отримувати запрошення з кількох інших відомих та престижних модельних агентств. У квітні 1986 р. з'явилася на обкладинці престижного журналу «Elle», а у серпні 1988 на обкладинці «Vogue Paris». Наомі Кемпбелл стала однією з перших чорношкірих моделей, які з'явилися на обкладинках журналів. Піком кар'єри для неї був 1990 р., коли вона стала супермоделлю і працювала у найпрестижніших модельних агентствах світу. Крім моделінгу, знялася у кількох фільмах та у музичних кліпах відомих виконавців. 
У 1990 р. започаткувала власну дизайнерську компанію, де спеціалізувалася здебільшого на випуску парфумів.
Кілька разів проти Кемпбелл порушувалися кримінальні справи у зв'язку з нападами на домашніх служниць, працівників аеропортів, готелів та інших службовців. За вироком суду мусила відвідувати курси з навичок контролювання гніву.
У 2011 році на Паризькому тижні моди Кемпбелл оголосила про закінчення своєї кар'єри.
Повернулася на подіум у 41 рік лише на прохання улюбленого дизайнера Роберто Каваллі, вийшовши на показ колекції осінь-зима-2012 в Мілані. Перед участю навіть не цікавилася гонораром. 
Навесні 2016 року Наомі Кемпбелл спільно з Клаудією Шиффер і Сінді Кроуфорд знялася у фотосесії для модного будинку Balmain. Фотосесія зроблена фотографом Стівеном Кляйном.
У липні 2020 року супермодель опублікувала три фотографії зі своєї кампанії аксесуарів Valentino Pre-Fall 2019, не використані в рекламі, де вона позує повністю оголеною в метро Нью-Йорка.
8 листопада 2023 року 53-річна Наомі Кемпбелл опублікувала в Instagram відверті фотографії, зняті для модного бренду Alexander Wang: повністю ню, у відкритих туфлях на шпильці, зі шкіряною сумочкою та із зачіскою маллет.

## Приватне життя
Наомі Кембелл не була одружена і не має дітей.
1993 року вона заручилася з басистом гурту U2 Адамом Клейтоном. Наступного року вони розлучилися.
1998 року заручилася з колишнім менеджером команди Renault перегонів Формули-1 Флавіо Бріаторе. 2003 року вони розлучилися, після чого Кемпбелл казала, що продовжує вважати його своїм «наставником».
Деякий час на початку 2000-х російські ЗМІ повідомляли, що Наомі Кемпбелл зустрічається із російським олігархом Владиславом Дороніним у 2008-2012 роках.
У липні 2017 деякі таблоїди повідомили, що 47-річна Кемпбелл закохалася у 61-річного єгипетського мультимільйонера Луїса Камілері.